# Alfa Romeo Racing C38
Alfa Romeo Racing C38 byl závodní vůz Formule 1 navržený a zkonstruovaný společností Alfa Romeo Racing, aby mohl závodit během sezóny 2019. Byl to první vůz vyrobený společností Sauber, který dostal název Alfa Romeo po dohodě o přejmenování týmu uzavřené se Sauber Motorsport AG v únoru 2019. Byla to první sezóna Alfy Romeo jako týmu Formule 1 od roku 1985. Vůz řídili Kimi Räikkönen a Antonio Giovinazzi a debutoval při Grand Prix Austrálie 2019. Vůz skončil na 8. místě v poháru konstruktérů s 57 body, 43 pro Räikkönena a 14 pro Giovinazziho.
Šasi navrhli Simone Resta, Luca Furbatto, Ian Wright, Jan Monchaux a Nicolas Hennel, přičemž vůz byl poháněn zákaznickým motorem Ferrari.

## Technické detaily
Motor C38 byl motor V6 o objemu 1 600 ccm s jedním turbodmychadlem. Systém obnovy energie (ERS) byl akumulován do baterie a nasazen přes 120 kW elektromotor. Vůz C38 měl 8stupňovou převodovku, 6pístkové brzdové třmeny Brembo a kotouče a destičky z uhlíkových kompozitů od Carbon Industries.  Podvozek byl monokok z uhlíkového kompozitu; přední zavěšení mělo dvojitá příčná ramena s vnitřními pružinami a tlumiči ovládanými tlačnými tyčemi; zadní odpružení bylo Multilink s vnitřními pružinami a tlumiči ovládanými táhly. Vůz C38 měl kola OZ a pneumatiky Pirelli.

## Shrnutí sezóny

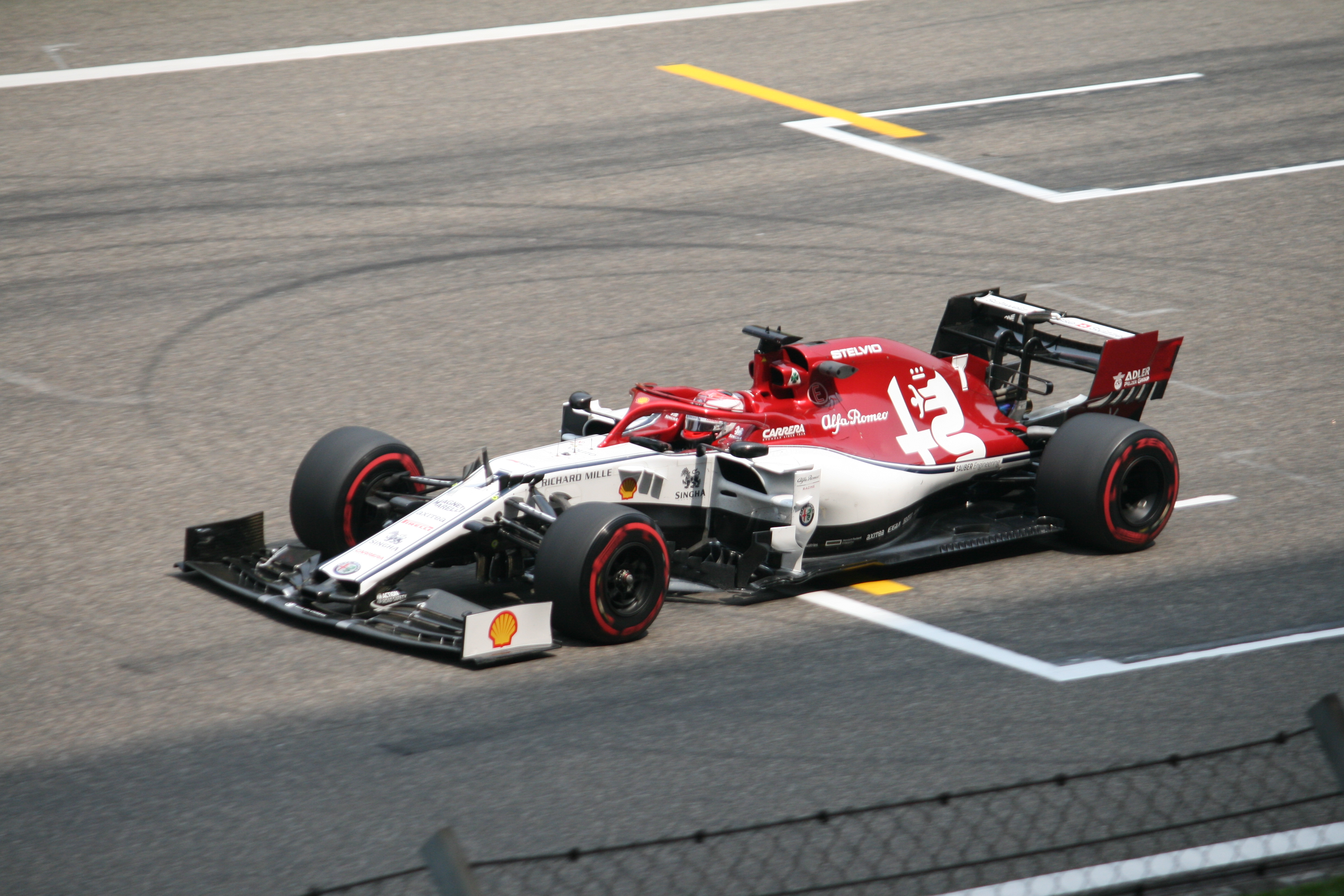
Kimi Räikkönen při Grand Prix Číny 2019.

V úvodním závodě v Austrálii se Räikkönen a Giovinazzi kvalifikovali na 9. a 14. místě. Giovinazzi skončil patnáctý, zatímco Räikkönen skončil osmý, čímž Alfa Romeo získala první body ve Formuli 1 od Grand Prix Evropy v sezóně 1984. Räikkönen získal další tři bodovaná umístění za sebou, včetně 7. místa v Bahrajnu a 9. místa v Číně. V Ázerbájdžánu Räikkönenův vůz neprošel testem průhybu předního křídla, což ho vyřadilo z kvalifikace a musel startovat do závodu z boxové uličky. Díky působivému tempu skončil desátý. Následovalo krátké propadnutí výsledků, protože tým v následujících třech závodech nezískal žádné body. Nejlepším umístěním bylo 13. místo pro Giovinazziho v Kanadě. Obzvláště špatný víkend přišel v Monaku poté, co byl Giovinazzi penalizován za způsobení kolize a závod dokončil na 19. místě, zatímco Räikkönen dokázal zajet pouze 17. místo.

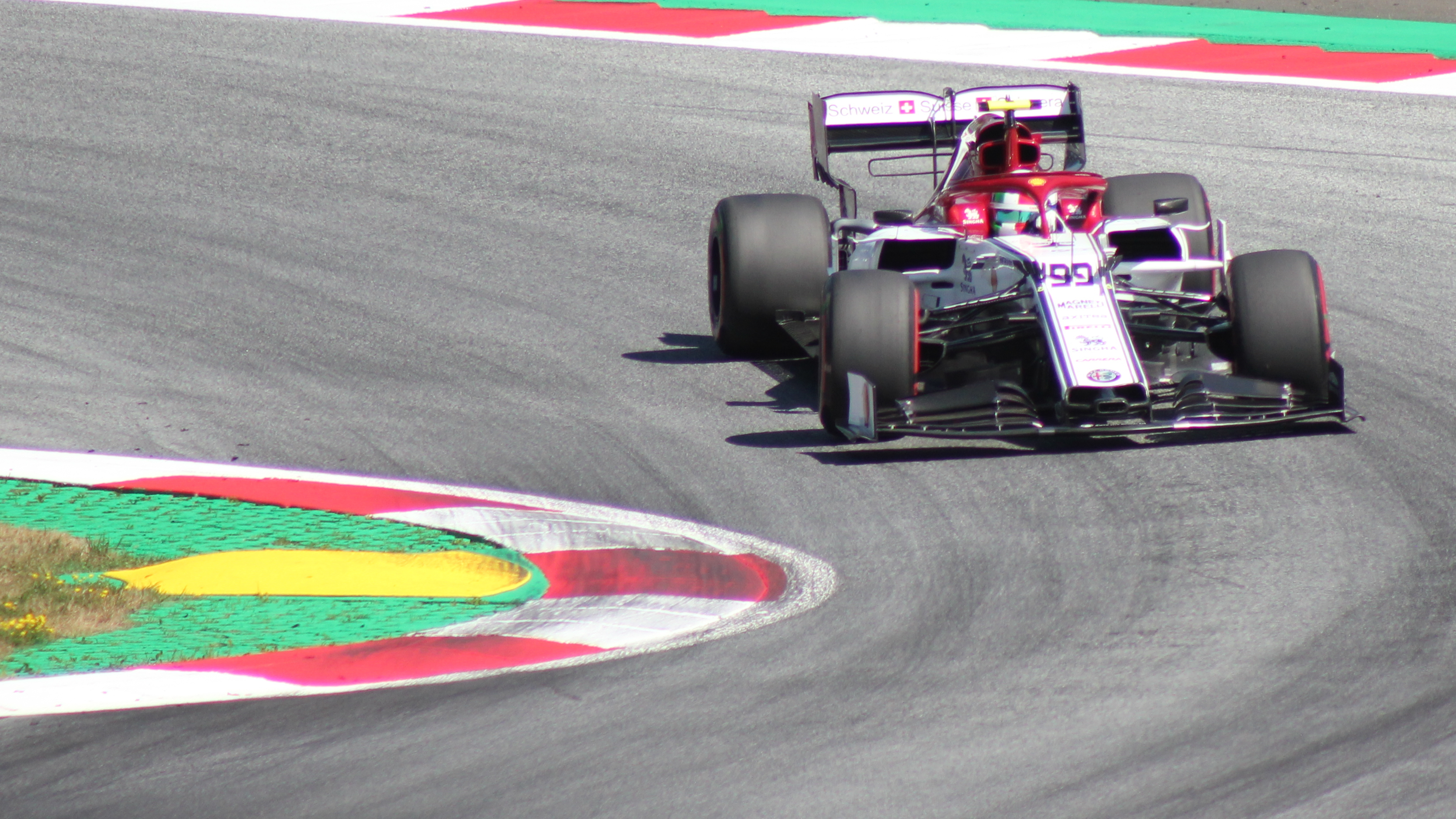
Antonio Giovinazzi při Grand Prix Rakouska 2019, kde dosáhl svého prvního bodu v kariéře ve Formuli 1.

Vůz C38 se vrátil do formy ve Francii, kde Räikkönen zaznamenal další 7. místo, i když Giovinazzi byl jen šestnáctý. Vůz dosáhl svého prvního dvojitého bodového umístění v sezóně v Rakousku, kde Räikkönen a Giovinazzi skončili na 9. a 10. místě. To také znamenalo první bod Giovinazziho kariéry ve Formuli 1. První odstoupení vozu C38 v sezóně přišlo v následujícím závodě ve Velké Británii, kde se Giovinazzi dostal do štěrkového kačírku poté, co dostal mechanickou poruchu a odstoupil z 9. místa. Räikkönen si připsal další bodované umístění za 8. místo. V Grand Prix Německa tým zaznamenal své nejlepší umístění na startovním roštu sezóny, když se Räikkönen kvalifikoval na 5. místě. Během závodu ovlivněného deštěm dosáhl vůz C38 zatím nejlepšího dvojitého umístění v sezóně, když Räikkönen a Giovinazzi skončili na 7. a 8. místě. Po závodě však sportovní komisaři zjistili, že tým během startu závodu použil určitý typ kontroly trakce, což jezdcům poskytlo nelegální výhodu na mokru. Oběma jezdcům byla udělena 30sekundová penalizace k výslednému času, která je odsunula na 12. a 13. místo. Alfa Romeo se později proti rozhodnutí odvolala, ale toto odvolání bylo zamítnuto.
V Maďarsku Giovinazzi odstartoval ze 17. místa poté, co dostal penalizaci na startovním roštu za to, že překážel jinému jezdci v kvalifikaci. Během závodu se nedokázal zlepšit a skončil osmnáctý, Räikkönen si mezitím připsal další bodované umístění na 7. místě. V Belgii měl Räikkönen kolizi v prvním kole a při výměně předního křídla měl pomalou zastávku v boxech a nakonec skončil šestnáctý. Giovinazzi havaroval v předposledním kole, když jel na 9. místě. V Itálii Räikkönen těžce havaroval v kvalifikaci, což ho přinutilo odstartovat do závodu z boxové uličky poté, co mu byly vyměněny poškozené komponenty pohonné jednotky. Do konce závodu se dostal na 15. místo. Giovinazzi dosáhl další bodované pozice, když skončil na 9. místě. Vůz C38 se stal prvním vozem Alfy Romeo, který vedl závod od sezóny 1983, když Giovinazzi vedl Grand Prix Singapuru čtyři kola a nakonec skončil desátý. Mezitím se Räikkönen dostal do kolize s Daniilem Kvjatem, který mu zlomil zavěšení kol a přinutil jej odstoupit.
Vůz C38 se v následujících čtyřech závodech trápil a nezískal žádné body. Räikkönenův vůz odstoupil z Grand Prix Mexika s problémem s přehříváním a oba vozy vypadly v první části kvalifikace ve Spojených státech. Úspěšný výsledek přišel při chaotické Grand Prix Brazílie. Oba jezdci využili odstoupení, kolizí a penalizací vozů před sebou, aby dosáhli nejlepšího výsledku vozu C38, Räikkönen se klasifikoval na 4. místě a Giovinazzi na 5. místě. Vůz se vrátil do špatné formy v závěrečné Grand Prix Abú Zabí, přičemž oba jezdci nedokázali dosáhnout druhé části kvalifikace a nezískali žádné body.

## Kompletní výsledky ve Formuli 1
| Legenda k tabulce | Legenda k tabulce                                                                       |
| Barva             | Výsledek                                                                                |
| ----------------- | --------------------------------------------------------------------------------------- |
| Zlatá             | Vítěz                                                                                   |
| Stříbrná          | 2. místo                                                                                |
| Bronzová          | 3. místo                                                                                |
| Zelená            | Bodované umístění                                                                       |
| Modrá             | Nebodované umístění                                                                     |
| Modrá             | Dokončil neklasifikován (NC)                                                            |
| Fialová           | Odstoupil (Ret)                                                                         |
| Červená           | Nekvalifikoval se (DNQ)                                                                 |
| Červená           | Nepředkvalifikoval se (DNPQ)                                                            |
| Černá             | Diskvalifikován (DSQ)                                                                   |
| Bílá              | Nestartoval (DNS)                                                                       |
| Bílá              | Závod zrušen (C)                                                                        |
| Světle modrá      | Pouze trénoval (PO)                                                                     |
| Světle modrá      | Páteční testovací jezdec (TD)                                                           |
| Bez barvy         | Netrénoval (DNP)                                                                        |
| Bez barvy         | Vyřazen (EX)                                                                            |
| Bez barvy         | Nepřijel (DNA)                                                                          |
| Bez barvy         | Odvolal účast (WD)                                                                      |
| Bez barvy         | Nezúčastnil se (prázdné)                                                                |
| Označení          | Význam                                                                                  |
| Tučnost           | Pole position                                                                           |
| Kurzíva           | Nejrychlejší kolo                                                                       |
| †                 | Jezdec nedojel do cíle, ale byl klasifikován, protože odjel více než 90 % délky závodu. |
| ‡                 | Byl udělován poloviční počet bodů, protože bylo odjeto méně než 75 % délky závodu.      |
| Horní index       | Umístění bodujících jezdců ve sprintu                                                   |

| Rok  | Tým               | Motor       | Pneumatiky | Jezdci             | 1   | 2   | 3   | 4   | 5   | 6   | 7   | 8   | 9   | 10  | 11  | 12  | 13  | 14  | 15  | 16  | 17  | 18  | 19  | 20  | 21  | Body | Umístění |
| ---- | ----------------- | ----------- | ---------- | ------------------ | --- | --- | --- | --- | --- | --- | --- | --- | --- | --- | --- | --- | --- | --- | --- | --- | --- | --- | --- | --- | --- | ---- | -------- |
| 2019 | Alfa Romeo Racing | Ferrari 064 | P          |                    | AUS | BHR | CHN | AZE | ESP | MON | CAN | FRA | AUT | GBR | GER | HUN | BEL | ITA | SIN | RUS | JPN | MEX | USA | BRA | ABU | 57   | 8. místo |
| 2019 | Alfa Romeo Racing | Ferrari 064 | P          | Antonio Giovinazzi | 15  | 11  | 15  | 12  | 16  | 19  | 13  | 16  | 10  | Ret | 13  | 18  | 18† | 9   | 10  | 15  | 14  | 14  | 14  | 5   | 16  | 57   | 8. místo |
| 2019 | Alfa Romeo Racing | Ferrari 064 | P          | Kimi Räikkönen     | 8   | 7   | 9   | 10  | 14  | 17  | 15  | 7   | 9   | 8   | 12  | 7   | 16  | 15  | Ret | 13  | 12  | Ret | 11  | 4   | 13  | 57   | 8. místo |